# Thinking with Time Machine
Thinking with Time Machine — неофициальная пользовательская модификация для компьютерной игры Portal 2 в жанре головоломки-платформера от первого лица 2014 года, разработанная Русланом Рыбкой и опубликованная SignHead Studio. Игрок управляет Челл, героиней игр Portal и Portal 2, владеющей портальной пушкой. Сюжет вращается вокруг машины времени в виде небольшого планшета, которым также владеет Челл. Это устройство позволяет игроку записывать движения персонажа и воспроизводить полученные записи, создавая тем самым двойника, выполняющего поставленные задачи. Мод также позволяет игроку при просмотре вниз видеть ноги Челл, чего не было в других играх серии Portal.
Разработка модификации началась сразу после выхода Portal 2. Игра была сначала опубликована на сайте Mod DB; затем она прошла Steam Greenlight и 18 апреля 2014 года была выпущена в Steam. Критики высоко оценили концепцию перемещения во времени и возможность игрока видеть ноги главной героини, но раскритиковали ограниченное взаимодействие с портальной пушкой и короткую длительность мода.

## Игровой процесс

На протяжении всего прохождения игрок, помимо портальной пушки, управляет устройством для путешествий во времени

Как и другие игры серии, Thinking with Time Machine — это головоломка-платформер от первого лица, в которой игроку предстоит решать головоломки в «тестовых комнатах». Игрок управляет девушкой Челл, главным персонажем обеих игр серии. Героине предоставляется портальная пушка, которая открывает два связанных между собой пространственных портала, через которые может проходить игрок. В Thinking with Time Machine также представлены другие механики серии Portal, такие как кнопки, кубы и лазерные поля.
В дополнение к портальной пушке игроку также выдаётся планшет со встроенной «машиной времени», который Челл держит в левой руке. Чтобы активировать девайс, игроку нужно взглянуть вниз. Он позволяет записывать и контролировать движения героини, включая ходьбу, прыжки и подбор предметов. Затем игрок может воспроизвести запись и вызвать двойника, который выполнит выбранное движение или действие. Воспроизводить можно только одну запись, при этом повторение этого действия неограниченно. Такая функция позволяет игроку выполнять несколько задач одновременно. Двойники способны осуществлять все действия, которые может выполнять обычный игрок. Также есть возможность стоять на двойнике, что позволяет игроку достигать более высоких поверхностей. После выполнения нового действия предыдущая запись стирается. Ещё одной особенностью Thinking with Time Machine является возможность игрока видеть ноги главной героини, что недоступно в основной серии Portal. Игра стартует сразу после Portal 2 с того, что игрока знакомят с принципом работы машины времени. В модификации нет сюжета и пользовательской озвучки.

## Разработка и выпуск
Thinking with Time Machine была разработана Русланом Рыбкой и опубликована SignHead Studio Рыбка заявил, что разработка мода началась после выхода Portal 2. Он также отметил, что в какой-то момент был близок к тому, чтобы прекратить разработку, так как она была «разочаровывающей». В 2013 году мод был опубликован на сайте Mod DB. Позже модификация прошла процесс Steam Greenlight и 18 апреля 2014 года была выпущена бесплатно в Steam для платформ Windows, MacOS и Linux. Как и в случае с другими дополнениями, для скачивания Thinking with Time Machine у пользователя в библиотеке должна быть Portal 2. После выхода игра вошла в топ-200 в Steam и была загружена более 300 тыс. раз.

## Восприятие
Элис О’Коннор из Rock, Paper, Shotgun положительно оценила модификацию. Кристофер Ливингстон из PC Gamer также похвалил дополнение, отметив, что «очень круто наблюдать, как появляется Челл из прошлого и пробегает по своей траектории». Rock, Paper, Shotgun включил Thinking with Time Machine в список лучших модов для Portal 2.
Концепция машины времени получила высокую оценку от критиков. Ливингстон и Сергей Светличный из ITC сравнили принцип машины времени с функциями кооперативного режима. Фил Сэвидж из PC Gamer тоже похвалил концепцию перемещения во времени и заявил, что мод «драматически расширяет сложность» серии Portal. Бо Мур из журнала Wired и Ливингстон сравнили механику устройства с игрой The Misadventures of P.B. Winterbottom (2010). Бекки Чемберс в своей статье для The Mary Sue сравнила машину времени с Braid (2008).
Рецензенты раскритиковали ограниченное использование портальной пушки. Ливингстон и Мур отнесли это к минусам мода. Ливингстон похвалил обучающие головоломки, но отметил, что некоторые загадки, в которых двойник не может быть виден напрямую, «немного странные». Мур высоко оценил дизайн головоломок, но заметил, что некоторым из них не хватает «полировки от Valve». В то же время Светличный назвал их «сложными». Короткая продолжительность игры также подверглась критике. Нобуки Ясуда из Automaton заявил, что дополнению не хватает чёткого сюжета. Возможность игрока видеть ноги Челл получила высокую оценку рецензентов. Ливингстон отметил, что наличие ног у героини помогает игроку на протяжении всего игрового процесса, так как «время от времени вы будете стоять на собственных плечах».